# Rozenviltmollisia
De rozenviltmollisia (Mollisia rosae) is een schimmel behorend tot de familie Mollisiaceae. Hij komt voor op houtige delen van planten uit de rozenfamilie, zoals roos (Rosa) of sleedoorn (Prunus spinosa).

## Verspreiding
In Nederland komt de rozenviltmollisia zeldzaam voor. 